# Джон Вір
Джон Вір (справжнє ім'я — Вив'юрський Іван Федорович; 23 жовтня 1906 — 23 листопада 1983) — журналіст, письменник, діяч української діаспори в Канаді. Народився в місті Брод-Веллі (Канада) в сім'ї лісоруба, емігранта з України. Брав участь у робітничому русі. Від 1927 — член Комуністичної партії Канади, пізніше — член її ЦК, редактор її друкованих органів — «The Worker» («Робітник», з 1935), «Canadian Tribune» («Канадська трибуна», 1943-46), а також еміграційних періодичних видань «Ukrainian Canadian» («Український канадець», 1947-54), «Українське життя» (член редколегії, 1954-58). Від 1974 — кореспондент газети «Canadian Tribune» у Москві; перекладач у видавництвах Москви і Києва; автор оповідань, віршів, перекладач англійською мовою творів Т.Шевченка, I.Франка, інших класиків української літератури.
Помер у Вестерн-Госпітал (Канада).